# Вулканы Оверни
Вулканы Оверни (фр.  Parc naturel régional des Volcans d'Auvergne) — региональный природный парк (охраняемый ландшафт/акватория по классификации Международного союза охраны природы) во Франции в департаментах Пюи-де-Дом и Канталь региона Овернь — Рона — Альпы. 
Создан 25 октября 1977 года. Расположен в самом сердце Центрального массива. Площадь парка составляет 389 733 гектара, что делает его крупнейшим региональным природным парком в метрополии Франции. Региональный природный парк, образующий ландшафтный, геологический и историко-культурный ансамбль, включает в себя несколько вулканов в Оверни, в том числе вулкан Шен-де-Пюи, включённый в список Всемирного наследия ЮНЕСКО в 2018 году в составе комплекса Шен-де-Пюи — Лимань, а также Мон-Дор, Артенс, Сезалье и Канталь.

## География
Расположенный в самом сердце Оверни, парк, простирающийся с севера на юг более чем на 120 км через два департамента Канталь и Пюи-де-Дом, включает в себя 147 коммун, население которых в 2005 году составляло около 90 000 человек. Высота над уровнем моря колеблется от 400 до 1885 метров.